# جاك أونيل (لاعب كرة قاعدة)
جاك أونيل (بالإنجليزية: Jack O'Neill)‏ هو لاعب كرة قاعدة أمريكي، ولد في 10 يناير 1871 في Maam Cross ‏ في جمهورية أيرلندا، وتوفي في 29 يونيو 1935 في سكرانتون في الولايات المتحدة بسبب مرض.